# پاتریکسبورگ (ایندیانا)
پاتریکسبورگ (به انگلیسی: Patricksburg) یک منطقهٔ مسکونی در ایالات متحده آمریکا است که در شهرستان اوون، ایندیانا واقع شده‌است. پاتریکسبورگ ۲۱۷٫۹۳ متر بالاتر از سطح دریا واقع شده‌است.